# Тугай, Теодор
Теодор Тугай (Теуво Тулио, фин. Teuvo Tulio, латыш. Teodors Turlajs, 23 августа 1912, Санкт-Петербург, Российская Империя — 8 июня 2000, Хельсинки, Финляндия) — финский кинорежиссёр, монтажёр, сценарист и актёр латышского происхождения. Тугай считается самым значительным мастером мелодрамы в истории финского кино. Он прежде всего известен как режиссёр смелых эротических фильмов, которые вызывали бурные общественные дискуссии. Будучи поборником теории авторского кино, Тугай смонтировал большинство своих фильмов и написал для них сценарии.

## Биография

### Детство и молодость
Теодор Тугай родился в поезде по дороге в Санкт-Петербург, где его мать танцевала в балете. Родители Тугая были турецко-польско-персидско-латышского происхождения.
Детство Тугай провёл на хуторе своих бабушки и дедушки в Латгалии. Там он научился заботиться о скотине и ездить верхом. Навыки верховой езды и умение обращаться с лошадьми стали позже его преимуществом при съёмках.
В возрасте 10 лет Тугай переехал в Хельсинки, в Финляндию, где его мать в третий раз вышла замуж Семья поселилась в районе Катаянокка. Адаптироваться к жизни в большом зарубежном городе было нелегко. Тугай владел латышским, русским и немецким языками, но теперь ему пришлось заговорить ещё на финском и шведском. Его нередко травили из-за внешнего вида, а неспособность ладить с окружающими только осложняла его жизнь. Тугай неоднократно дрался с местными мальчиками, но при этом он относительно быстро выучил финский и шведский. Также он занимался боксом, что помогало ему справляться с трудностями, и таким образом он нашёл своё место в новом окружении.
Тугай учился в финско-русской Табуновской школе, а потом продолжил учёбу в Хельсинкской немецкой школе. В это время Тугай познакомился с Валентином Ваала, который, как и Тугай, тоже стал известным кинорежиссёром.

### Актёрская карьера
Тугай и Ваала решили заниматься кинематографом. С 1927-го по 1933 год они снимали фильмы в сотрудничестве: Ваала режиссировал, а Тугай играл. Из-за нехватки денег тандем должен был снимать на улице в крайне аскетичных декорациях. Благодаря связям с кинокомпанией Suomi Filmi Oy, у Тугая и Ваала появилась возможность продолжать работу на более подходящем оборудовании. Более того, руководство предприятия разрешило молодым кинематографистам использовать возможности киностудии в центре Хельсинки. Актёрские работы принесли Тугаю популярность, и его стали называть «финским Валентино». Тем не менее Тугай решил завершить актёрскую карьеру в 1935-м.

### Режиссёрский путь
В 1936 году Тугай поменял свое имя на более финское — Teuvo Tulio. В том же году была снята первая режиссёрская работа Тугая — «Борьба за дом Хейккиля» (Taistelu Heikkilän talosta). Главную роль играла Регина Линнанхеймо — давняя коллега режиссёра и спутница всей его жизни. Фильм «Молодою заснувшая» (Nuorena nukkunut) вызвал своей смелостью много критики с консервативной стороны. Сценарий фильма практически определил представление о типичной финской эротике. Следующий фильм, срежиссированный Тугаем, был «Песня об огненно-красном цветке» (Laulu tulipunaisesta kukasta), который стал наиболее популярным отечественным фильмом 1939 года.
Во время войны Тугай был в основном военным фотографом, но во время зимней войны служил некоторое время и на фронте. Между зимней войной и войной-продолжением Тугай успел срежиссировать фильм «На лугах мечты» (фин. Unelma karjamajalla).
После войны были поставлены известнейшие мелодрамы Тугая, в том числе «Крест любви» (Rakkauden risti) и «Беспокойная кровь» (Levoton veri), которые вышли в 1946, а в следующем году — «В пучине страсти» (фин. Intohimon vallassa). В этих проектах после перерыва длительностью в несколько лет на главную роль вернулась Регина Линнанхеймо.
С 1949 Тугай три года не выпускал фильмы и вернулся в бизнес с новыми идеями. В фильме «Преступная женщина» (Rikollinen nainen), сценарий к которому написала Линнанхеймо, критикуются как нормы жизни среднего класса, как и патриархальный быт. Также способы музыкального оформления фильмов Тугая были чем-то совершенно новым для Финляндии того времени. До середины 50-х годов Тугай и Линнанхеймо сняли в общей сложности семь фильмов. К концу десятилетия карьера Тугая была практически завершена. Мода в киноискусстве изменилась, и Тугай потерял аудиторию. В 1973 году Тугай вернулся ещё раз в киноиндустрию и снял эротическую мелодраму «Сенсуэла». Экономически она не была успешна, но стала первым финским фильмом, для которого был установлен возрастной ценз 18 лет.

### После карьеры режиссера
По завершении кинокарьеры Тугай избегал всякой публичности. Он проводил долгое время в Испании. В 80-х годах совместные фильмы Тугая и Линнанхеймо транслировались по телевидению. Зрителям картины понравились, а начинающий карьеру знаменитый финский режиссёр Аки Каурисмяки назвал Тугая своим кумиром.
Несмотря на то что Тугай и Линнанхеймо десятилетиями состояли в отношениях, они никогда не вступали в брак и не жили вместе. Тугай никогда не возвращался в Латвию, потому что не хотел ездить туда во время советской оккупации. После распада СССР проблемы со здоровьем мешали ему выезжать за границу. Последние пару лет своей жизни Тугай провел в больнице. Он скончался в Хельсинки 8 июня 2000 года.

## Фильмография

### Актёрские работы
- «Чёрные глаза» (фин. Mustat silmät), 1929
- «Очаровательный цыган» (фин. Mustalaishurmuri), 1929
- «По широкой дороге» (фин. Laveaa tietä),1931
- «В безопасности глубинки» (фин. Erämaan turvissa),1931
- «Синяя тень» (фин. Sininen varjo), 1933
- «Упавшие» (фин. Sortuneita), 1935

### Режиссёрские работы
- «Борьба за дом Хейккиля» (фин. Taistelu Heikkilän talosta), 1936
- «Заснувшая молодою» (фин. Nuorena nukkunut), 1937
- «Искушение» (фин. Kiusaus), 1938
- «Песня об огненно-красном цветке» (фин. Laulu tulipunaisesta kukasta), 1938
- «Виктор и Клара» (фин. Vihtori ja Klaara), 1939
- «На лугах мечты» (фин. Unelma karjamajalla), 1940
- «Как ты хотел меня» (фин. Sellaisena kuin sinä minut halusit), 1944
- «Крест любви» (фин. Rakkauden risti), 1946
- «Беспокойная кровь» (фин. Levoton veri), 1946
- «В пучине страсти» (фин. Intohimon vallassa), 1947
- «Пороги Пекла» (фин. Hornankoski), 1949
- «Преступная женщина» (фин. Rikollinen nainen), 1952
- «Ревность» (фин. Mustasukkaisuus), 1953
- «Ты вошёл в мою кровь» (фин. Olet mennyt minun vereeni), 1956
- «Это началось с яблока» (фин. Se alkoi omenasta),1962
- «Сенсуэла», 1973